# 生物濃縮性
生物濃縮性，因自工業革命之後，人類大量合成各種化學物質應用在生活上，在經過使用之後，其中之化學毒性進入環境當中，在經過食物鏈生產者→初級消費者→次級消費者逐漸累積體內中的化學毒性，使生物體中之化學毒性效果逐漸濃縮增加使毒性濃度提升，當中之化學毒性包含了氯苯類、重金屬、戴奧辛、環境賀爾蒙等，而生物體中最容易累積此類化學毒物之位置在於肝臟及脂肪當中，使其不易排出於生物體之外。

## 減少化學毒性藥品進入生物體的方法
最根本盡量減少各類化學藥品的使用量，例如殺蟲劑、重金屬、戴奧辛等不易被排除、半衰期久、脂溶性之化學毒物，因生物體脂肪在正常情況下並不會排出於生物體之外，一旦吸入脂溶性化學藥劑就會進入脂肪當中直至此生物體死亡。而生物體中的肝臟是負責清理所吸入之化學毒性物質，但由於化學毒性經由食物鏈不斷在生物體中累積、提升毒性在體內濃度，最終肝臟無法負荷而導致肝衰竭、肝硬化等病變。